# Terzo libro di Enoch
II terzo libro di Enoch o Apocalisse ebraica di Enoch è un apocrifo dell'Antico Testamento, pseudoepigrafo di rabbi Ismael ben Elisha (I secolo d.C.). Scritto in ebraico, è di tradizione giudaica. La redazione definitiva risale al V-VI secolo d.C., forse su nucleo precedente del II-III secolo d.C. Appartiene al genere apocalittico.
Contiene 4 sezioni: 
- 1. ascensione di rabbi Ismael ben Elisha;
- 2. Ismael incontra Enoch-Metatron;
- 3. descrizione degli angeli;
- 4. descrizione del paradiso.